# Tafo
Tafo est une ville située dans la région Ashanti au Ghana, près de la capitale régionale Kumasi.
En 2012, sa population était de 28 271 habitants.